# Endurance Idahor
Endurance Idahor (né le 4 août 1984 à Benin City ; mort le 6 mars 2010 à Omdurman) est un footballeur nigérian qui évolue au poste d'attaquant dans les années 2000. Durant un match de championnat du Soudan, Endurance Idahor s'écroule sur le terrain et meurt, peu après, lors de son transfert à l'hôpital.

## Biographie
En 2003, Endurance Idahor est sacré meilleur buteur du championnat du Nigeria avec 12 réalisations, ex æquo avec Ozurumba. Après deux ans passés au Julius Berger, il est transféré aux rivaux du Dolphin FC, fin 2004. International espoir nigérian de 2003 à 2005, Idahor ne participe à aucune phase finale de compétitions internationales.  
Il remporte trois Coupes du Soudan ainsi que le titre de Champion du Soudan et il atteint la finale de la Coupe de la confédération à deux reprises. 
Il décède le 6 mars 2010 au cours d'un match du championnat du Soudan d'une mort subite.

## Palmarès
- Vainqueur de la Coupe du Soudan en 2006, 2007 et 2008 avec Al Merreikh Omdurman[3],[4].
- Champion du Soudan en 2008 avec Al Merreikh
- Finaliste de la Coupe de la confédération 2005 avec le Dolphin FC[5].
- Finaliste de la Coupe de la confédération 2007 avec Al Merreikh[2].
- Finaliste de la Coupe CECAFA des clubs  en 2009 avec Al Merreikh[6].